# Anita Kuisle
Anita Kuisle (* 1958) ist eine deutsche Technik- und Sozialhistorikerin.

## Leben
Kuisle absolvierte die Fachhochschule in München und graduierte als Dipl.-Ing. (FH) für Technische Physik. Weiters erwarb sie den Titel Magister artium für Volkskunde und Geschichte an der Ludwig-Maximilians-Universität München. 
1985 gründete sie das Büro für Technikgeschichte mit einem den gesamten deutschsprachigen Raum umfassenden Aktionsradius. Zuvor war sie als wissenschaftliche Mitarbeiterin am Deutschen Museum in München tätig. Von 1995 bis 2009 unterrichtete sie an der Fachhochschule Augsburg und leitete dort das Institut für Technikgeschichte. 
2006 wurde ihr von der Oberösterreichischen Landesregierung die Kulturmedaille des Landes Oberösterreich verliehen.

## Publikationen
Kuisle ist Autorin und Mitautorin zahlreicher Bücher und Beiträge in wissenschaftlichen Fachpublikationen.
- Kraftwerk, Schule, Lazarett. Eine Geschichte des Gärtnerplatzviertels. Schiermeier, München 2010, ISBN 978-3-9813190-8-8.
- mit Ingrid Scharl: Lehmrausch in Unterföhring: Ziegeleien im Münchner Norden. Gemeinde Unterföhring, Schiermeier, München 2011, ISBN 978-3-9814521-1-2.
- als Herausgeberin: Kohle und Dampf. Katalog zur Oberösterreichischen Landesausstellung Ampflwang 2006. Trauner, Linz 2006, ISBN 978-3-85487-980-0.